# خروس‌کلی رودخانه‌ای
خروس‌کُلی رودخانه‌ای (نام علمی: Vanellus duvaucelii) نام یک گونه از سرده خروس‌کلی‌ها است.